# Jérôme Lindon
Pour les articles homonymes, voir Lindon.
Jérôme Lindon, né le 9 juin 1925 à Paris et mort le 9 avril 2001 dans la même ville, est un éditeur français. De 1948 à sa mort, il dirige Les Éditions de Minuit à travers lesquelles il aura une influence majeure sur la littérature française avec notamment la promotion des auteurs du Nouveau Roman ainsi que de deux futurs prix Nobel de littérature que sont Samuel Beckett et Claude Simon.

## Biographie

### Origines et familles
Jérôme Lindon est le fils de Raymond Lindon, premier avocat général à la Cour de cassation, ancien maire d'Étretat, et de Thérèse Baur ; il est aussi le petit-neveu d'André Citroën (1878-1935). Il est le père d'André Lindon cinéaste, de l'écrivain Mathieu Lindon et de l'éditrice Irène Lindon, ainsi que l'oncle de l'acteur Vincent Lindon.

### Carrière d'éditeur
Jérôme Lindon entre aux Éditions de Minuit en 1946 comme chef de fabrication. Mais l'entreprise connaît depuis l'après-guerre une situation financière difficile et en 1948, son président, Vercors, quitte la société. Jérôme Lindon prend alors la tête de l’entreprise, qu'il dirigera plus de cinquante ans, jusqu'à sa mort en 2001.
À la tête des Éditions de Minuit, il est le grand promoteur des auteurs phares du Nouveau Roman, comme Michel Butor, Samuel Beckett, Alain Robbe-Grillet ou Claude Simon.

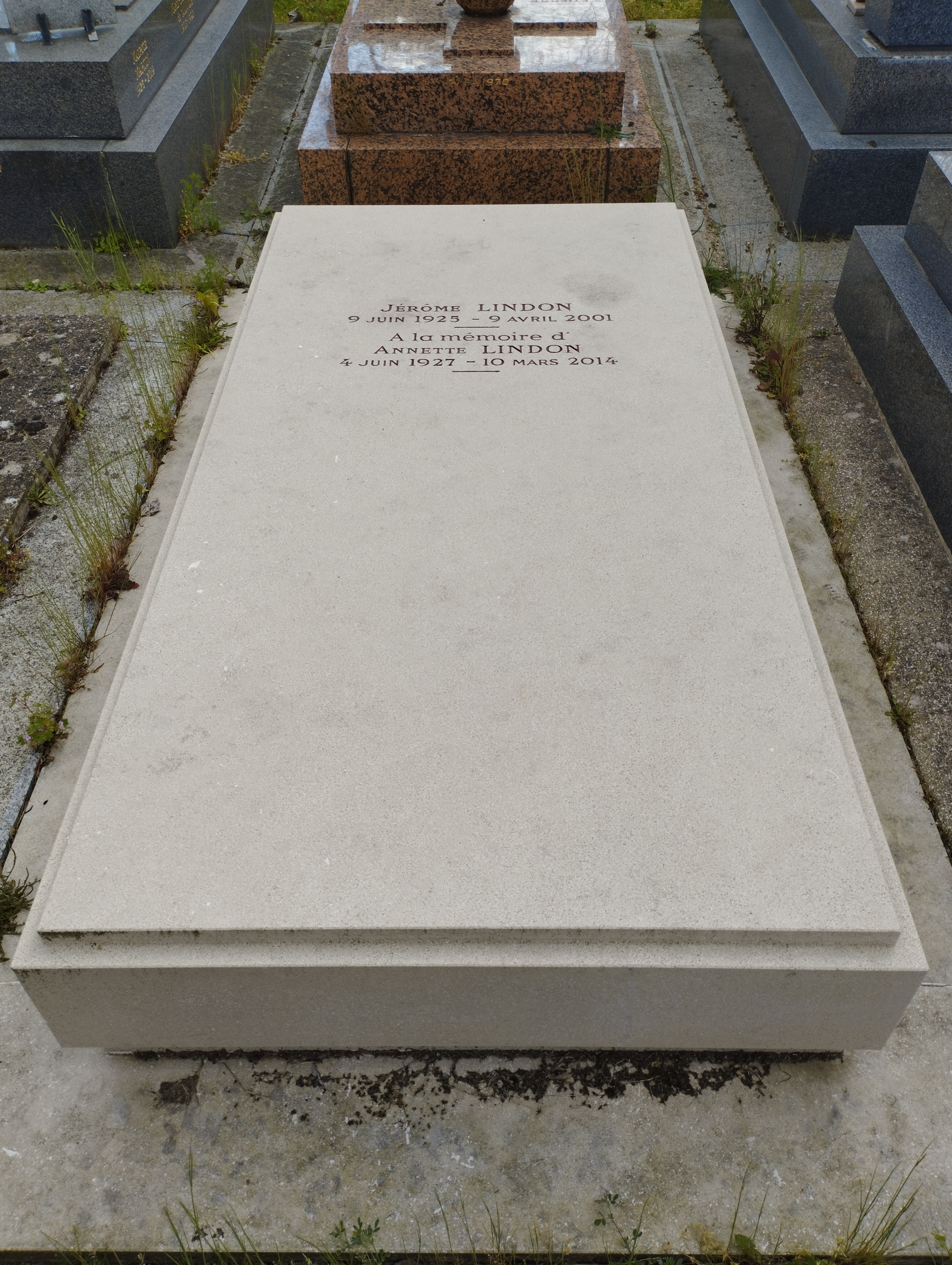
Tombe de Jérôme Lindon au cimetière du Montparnasse (division 12).

Durant la Guerre d'Algérie, il publie de nombreux ouvrages qui dénoncent la torture et des récits de déserteurs, ce qui lui vaut d'être poursuivi pour « provocation à la désobéissance ». Dans cette période, les ouvrages des Éditions de Minuit sont régulièrement saisis. Il est l'un des signataires du Manifeste des 121 sur le droit à l'insoumission dans la guerre d'Algérie, paru le 6 septembre 1960. Pendant son procès à propos du livre Le Déserteur de Maurienne (Jean-Louis Hurst), son domicile et sa maison d'édition sont victimes d'attentats de l'Organisation de l'armée secrète (OAS),.
En 1968, sous le pseudonyme de Louis Palomb, il écrit deux romans épistolaires.
Longtemps violemment opposé aux collections de poche, devant la montée en puissance des grandes chaînes de librairies, Jérôme Lindon prend en outre position dans la défense du livre et de la librairie indépendante. Au début des années 1980, il est ainsi à l'origine de la loi sur le prix unique du livre, dite « loi Lang », puis milite, à la fin de sa vie, pour le prêt payant dans les bibliothèques. En 1989, il est nommé membre du Conseil supérieur de la langue française.
À sa mort, sa fille, Irène Lindon, reprend les commandes des Éditions de Minuit.
Il est inhumé au cimetière du Montparnasse (division 12).

## Œuvres
- Jonas, traduction de l'hébreu, Éditions de Minuit, 1955  (ISBN 2-7073-1358-0)

Sous le pseudonyme de Louis Palomb
- Correspondance, Éditions de Minuit, 1968. - In-16 (18 cm), 189 p.  (ISBN 9782707304612)
- Réflexions, Éditions de Minuit, 1968. - In-16 (18 cm), 204 p.  (ISBN 9782707304629)